# Glaucidium sanchezi
Glaucidium sanchezi là một loài chim trong họ Strigidae.